# زینبی علوی محمودی
عبدالجبار زینبی علوی محمودی از شاعران بزرگ عهد سلطان محمود و سلطان مسعود غزنوی است. نام او را عوفی زینتی علوی محمودی ضبط کرده‌است و از این جهت بعضی نام او را به جای زینبی، زینتی می‌خوانند.
ابوالفضل بیهقی نام او را در شمار شاعران بزرگ عهد آورده‌است که مورد لطف و عنایت مسعود بودند چنان‌که یک بار او را یک پیل با هزار درم بخشید که بر پیل نهادند و به خانهٔ او بردند و یک بار دیگر هم پنجاه هزار درم بر پشت پیل به خانهٔ علوی زینبی فرستادند که از این مورد به درجهٔ تقرب زینبی پی می‌بریم.

## اشعار
از استاد زینبی ابیات معدودی در ترجمان البلاغه، حدایق السحر، لغت فرس اسدی، لباب الالباب عوفی، مجمع الصفحا و المعجم آمده‌است.
چند بیت معروف از این شاعر:
| آن قطرهٔ باران به ارغوان بر |  | چون خوی به بنا گوش نیکوان را |
| وان فاخته بر شاخ او نشسته  |  | عاشق شده بر وصف این و آن بر  |
| وان نرگس بین چشم باز کرده  |  | نازان به همه باغ و بوستان بر |
| عطار مگر وصل کرد عمداً      |  | کافور ریاحین به زعفران بر    |
| بر خوید چکیده سرشک باران   |  | مانند ستاره بر آسمان بر      |